# Vincent Vitetta
Vincent Vitetta (Nice, 1 oktober 1925 - aldaar, 12 april 2021) was een Frans wielrenner.

## Levensloop en carrière
Vitetta, die prof was tussen 1951 en 1960, was geen veelwinnaar. In 1952 won hij de Ronde van Algerije. Hij eindigde driemaal in de top 20 van de Ronde van Frankrijk, waarbij de achtste plaats zijn beste notering was in de Ronde van Frankrijk 1954.

## Resultaten in voornaamste wedstrijden
| Jaar | Ronde van Italië | Ronde van Frankrijk | Ronde van Spanje |
| ---- | ---------------- | ------------------- | ---------------- |
| 1951 |                  | 33e                 |                  |
| 1952 |                  | 20e                 |                  |
| 1953 |                  | 59e                 |                  |
| 1954 |                  | 8e                  |                  |
| 1955 | 74e              | 16e                 |                  |
| 1956 |                  | 53e                 |                  |
| 1957 |                  |                     |                  |

| Jaar | Milaan-San Remo | Parijs-Roubaix |
| ---- | --------------- | -------------- |
| 1951 |                 |                |
| 1952 |                 |                |
| 1953 |                 |                |
| 1954 | 13e             | 58e            |
| 1955 |                 |                |
| 1956 | 74e             |                |
| 1957 | 17e             |                |